# Saint-Joire
Saint-Joire é uma comuna francesa na região administrativa de Grande Leste, no departamento de Meuse. Estende-se por uma área de 18,32 km². Em 2010 a comuna tinha 243 habitantes (densidade: 13,3 hab./km²).